# ComiColor Cartoons

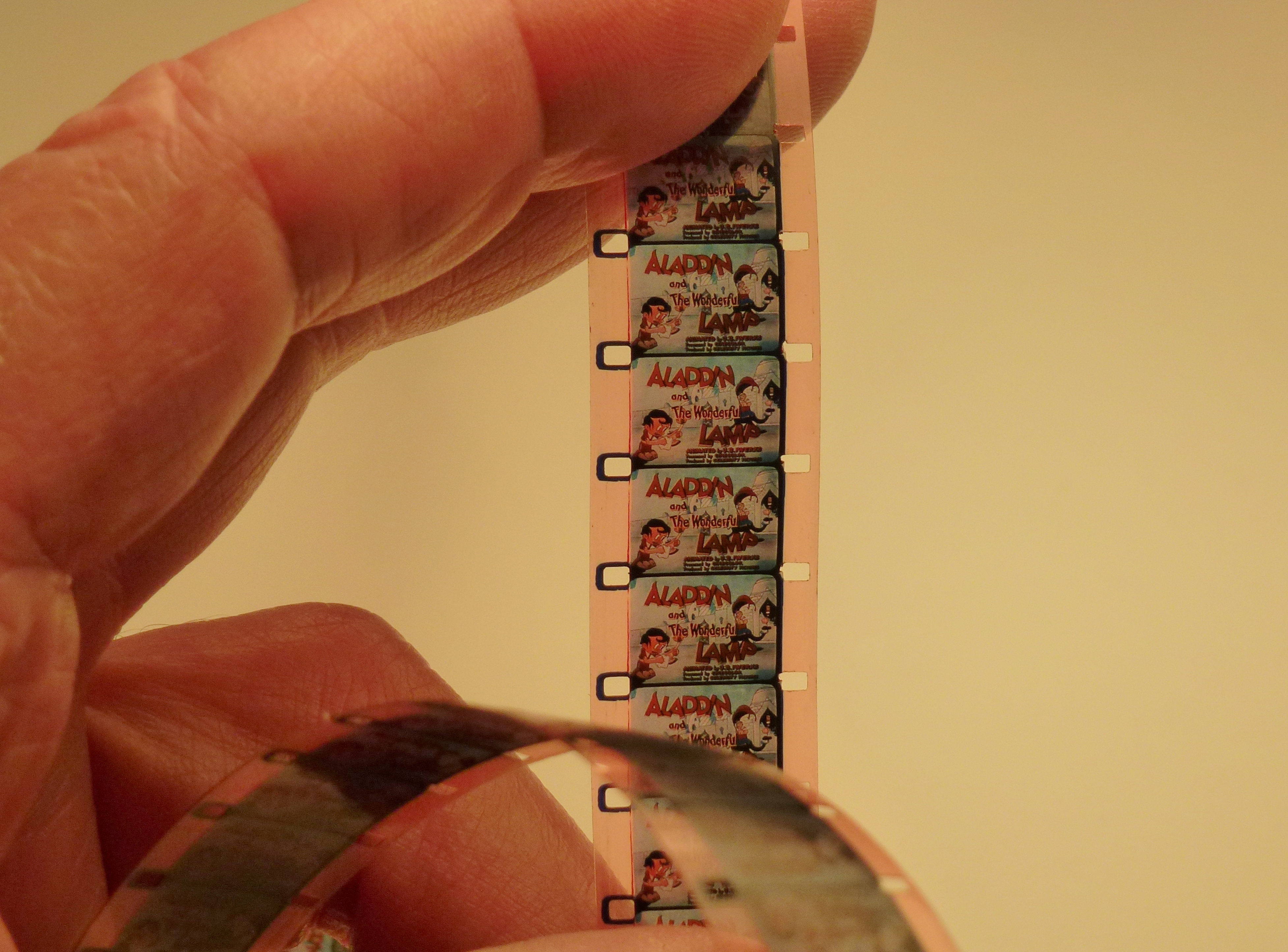
16 mm Farbfilm Aladdin and the wonderful lamp von Ub Iwerks auf Cinecolor, ca. 1930.

Die ComiColor Cartoons wurden während der Jahre 1933 bis 1936 vom Ub Iwerks Studio produziert. Insgesamt entstanden 25 Cartoons. Die ersten Cartoons der Reihe wurden bis 1934 von dem langjährigen Partner Metro-Goldwyn-Mayer vertrieben, danach trennte sich ihr Partner von ihnen und die Cartoons wurden über die hauseigene Firma Celebrity Pictures weiter vertrieben. 
Die Cartoons wurden exklusiv im Cinecolor erstellt und handelten meistens von berühmten Märchen wie z. B. die Bremer Stadtmusikanten oder die Geschichten von Mutter Gans. An der Verwirklichung der Cartoons arbeiteten die ehemaligen Disney-Mitarbeiter Grim Natwick, Al Eugster und Shamus Culhane ebenfalls mit. Für die Erstellung der Cartoons wurde ferner eine Multiplan-Kamera aus alten Autoteilen zusammengebaut.

## Die Cartoons

### 1933–1934
| Cartoontitel                   | Veröffentlichungsdatum |
| ------------------------------ | ---------------------- |
| Jack and the Beanstalk         | 30. November 1933      |
| The Little Red Hen             | 16. Februar 1934       |
| The Brave Tin Soldier          | 7. April               |
| Puss in Boots                  | 17. Mai                |
| The Queen of Hearts            | 25. Juni               |
| Aladdin and the Wonderful Lamp | 10. August             |
| The Headless Horseman          | 1. Oktober             |
| The Valiant Tailor             | 29. Oktober            |
| Don Quixote                    | 26. November           |
| Jack Frost                     | 24. Dezember           |

### 1935
| Cartoontitel             | Veröffentlichungsdatum |
| ------------------------ | ---------------------- |
| Little Black Sambo       | 6. February 1935       |
| The Brementown Musicians | 6. März                |
| Old Mother Hubbard       | 3. April               |
| Mary's Little Lamb       | 1. Mai                 |
| Summertime               | 15. Juni               |
| Sinbad the Sailor        | 30. Juli               |
| The Three Bears          | 30. August             |
| Balloon Land             | 30. September          |
| Der einfältige Simon     | 15. November           |
| Humpty Dumpty            | 30. Dezember           |

### 1936
| Cartoontitel           | Veröffentlichungsdatum |
| ---------------------- | ---------------------- |
| Ali Baba               | 30. Januar 1936        |
| Tom Thumb              | 30. März               |
| Dick Whittington's Cat | 30. Mai                |
| Little Boy Blue        | 30. Juli               |
| Happy Days             | 30. September          |

## Referenzen
- Leslie Iwerks and John Kenworthy, The Hand Behind the Mouse (Disney Editions, 2001) and documentary of the same name (DVD, 1999)
- Leonard Maltin, Of Mice and Magic: A History of American Animated Cartoons (Penguin Books, 1987)
- Jeff Lenburg, The Great Cartoon Directors (Da Capo Press, 1993)